# Vachères-en-Quint
Vachères-en-Quint est une commune française située dans le département de la Drôme, en région Auvergne-Rhône-Alpes.

## Géographie

### Localisation
Vachères-en-Quint est située à 13,5 km au nord-ouest de Die et à 21 km au nord-est de Saillans.

### Relief et géologie
Sites particuliers
- Passage des Tourettes[1].
- Vallée de la Sure[1].

### Climat
Pour des articles plus généraux, voir Climat d'Auvergne-Rhône-Alpes et Climat de la Drôme.
En 2010, le climat de la commune est de type climat méditerranéen altéré, selon une étude du Centre national de la recherche scientifique s'appuyant sur une série de données couvrant la période 1971-2000. En 2020, Météo-France publie une typologie des climats de la France métropolitaine dans laquelle la commune est exposée à un climat de montagne ou de marges de montagne et est dans la région climatique  Alpes du sud, caractérisée par une pluviométrie annuelle de 850 à 1 000 mm, minimale en été. 
Pour la période 1971-2000, la température annuelle moyenne est de 11,2 °C, avec une amplitude thermique annuelle de 17,3 °C. Le cumul annuel moyen de précipitations est de 968 mm, avec 8,4 jours de précipitations en janvier et 5,4 jours en juillet. Pour la période 1991-2020, la température moyenne annuelle observée sur la station météorologique de Météo-France la plus proche, « Beaufort-S-Gervanne », sur la commune de Beaufort-sur-Gervanne à 9 km à vol d'oiseau, est de 12,8 °C et le cumul annuel moyen de précipitations est de 936,4 mm,. Pour l'avenir, les paramètres climatiques de la commune estimés pour 2050 selon différents scénarios d'émission de gaz à effet de serre sont consultables sur un site dédié publié par Météo-France en novembre 2022.

## Urbanisme

### Typologie
Au 1er janvier 2024, Vachères-en-Quint est catégorisée commune rurale à habitat très dispersé, selon la nouvelle grille communale de densité à 7 niveaux définie par l'Insee en 2022.
Elle est située hors unité urbaine. Par ailleurs la commune fait partie de l'aire d'attraction de Die, dont elle est une commune de la couronne,. Cette aire, qui regroupe 27 communes, est catégorisée dans les aires de moins de 50 000 habitants,.

### Occupation des sols
L'occupation des sols de la commune, telle qu'elle ressort de la base de données européenne d’occupation biophysique des sols Corine Land Cover (CLC), est marquée par l'importance des forêts et milieux semi-naturels (85,5 % en 2018), une proportion identique à celle de 1990 (85,5 %). La répartition détaillée en 2018 est la suivante : 
forêts (77,6 %), prairies (9,6 %), milieux à végétation arbustive et/ou herbacée (7,9 %), zones agricoles hétérogènes (4,8 %). L'évolution de l’occupation des sols de la commune et de ses infrastructures peut être observée sur les différentes représentations cartographiques du territoire : la carte de Cassini (XVIIIe siècle), la carte d'état-major (1820-1866) et les cartes ou photos aériennes de l'IGN pour la période actuelle (1950 à aujourd'hui).

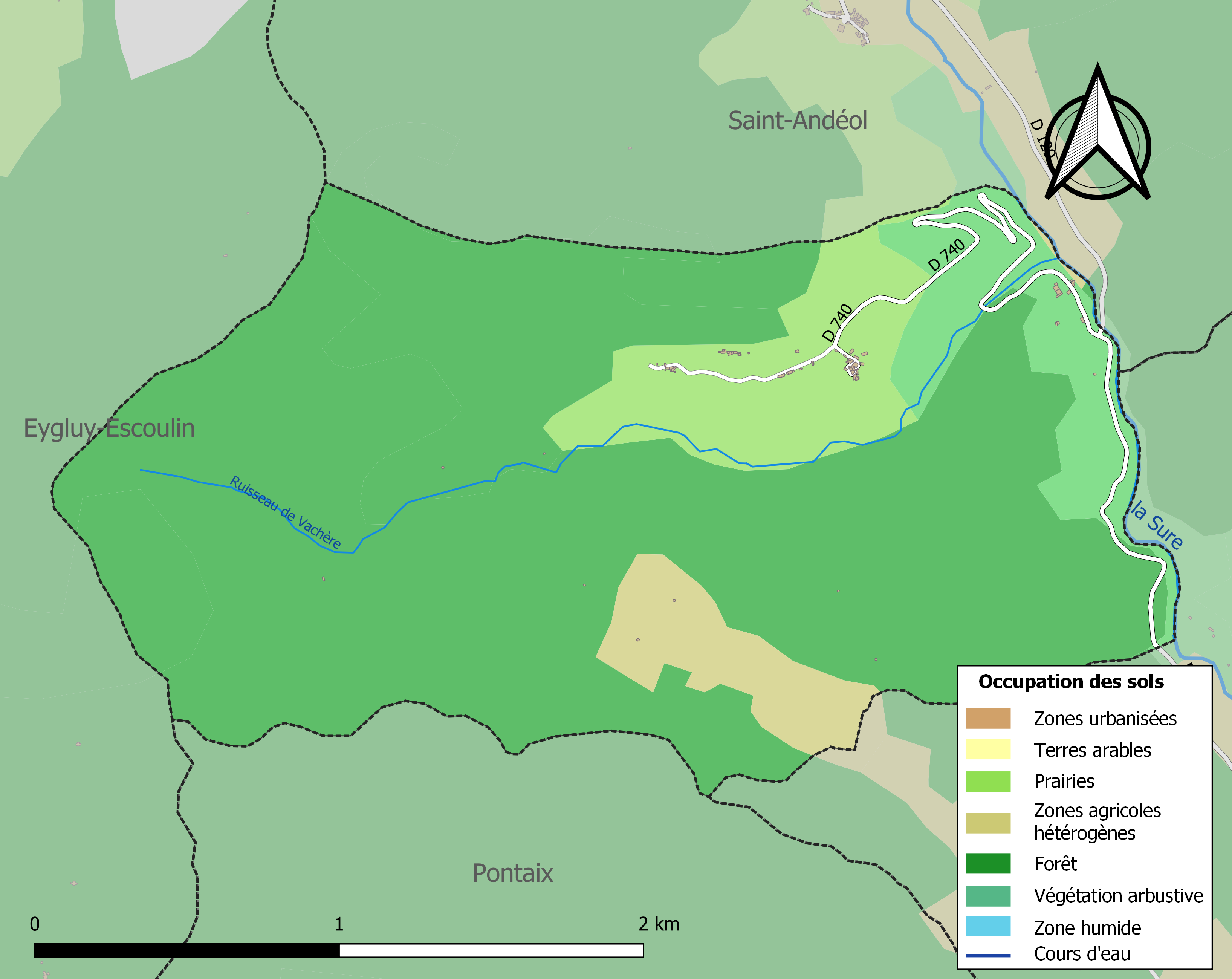
Carte des infrastructures et de l'occupation des sols de la commune en 2018 (CLC).

### Morphologie urbaine
Village perché.

## Toponymie

### Attestations
Dictionnaire topographique du département de la Drôme :
- 1229 : Vacheriis (cartulaire de Léoncel, 105).
- 1244 : Vacheyres (cartulaire de Léoncel, 134).
- 1245 : Vacheiras (cartulaire de Léoncel, 138).
- 1247 : Vacheris (cartulaire de Léoncel, 151).
- XIVe siècle : mention du prieuré : prioratus de Vacheriis (pouillé de Die).
- 1450 : mention du prieuré : prioratus de Vacheyriis (Rev. de l'évêché de Die).
- 1509 : mention de l'église paroissiale Saint-Marcel : ecclesia parrochialis Sancti Marcelli de Vacheriis (visites épiscopales).
- 1576 : Vachières (rôle de décimes).
- 1680 : les Petites Vachères (archives de la Drôme, B 391).
- 1891 : Vachères, commune du canton de Die.

(non daté)[réf. nécessaire] : Vachères-en-Quint.

## Histoire
Pour un article plus général, voir Histoire de la Drôme.

### Du Moyen Âge à la Révolution
La seigneurie : au point de vue féodal, Vachères faisait partie du mandement de Quint (voir Sainte-Croix).
Le territoire était une place stratégique commandant le passage vers Die.
Avant 1790, Vachères était une communauté de l'élection de Montélimar, de la subdélégation et de la sénéchaussée de Crest.

Elle formait une paroisse du diocèse de Die, dont l'église dédiée à sainte Lucie (et plus anciennement à saint Marcel) était celle d'un prieuré de l'ordre de Saint-Benoit (de la dépendance de l'abbaye de Saint-Michel de la
Cluse), uni à cette abbaye dès le XVIe siècle. Son titulaire était collateur et décimateur dans la paroisse de Vachères.

### De la Révolution à nos jours
En 1790, la commune est comprise dans le canton de Saint-Julien-en-Quint. La réorganisation de l'an VIII (1799-1800) la place dans le canton de Die.

## Politique et administration

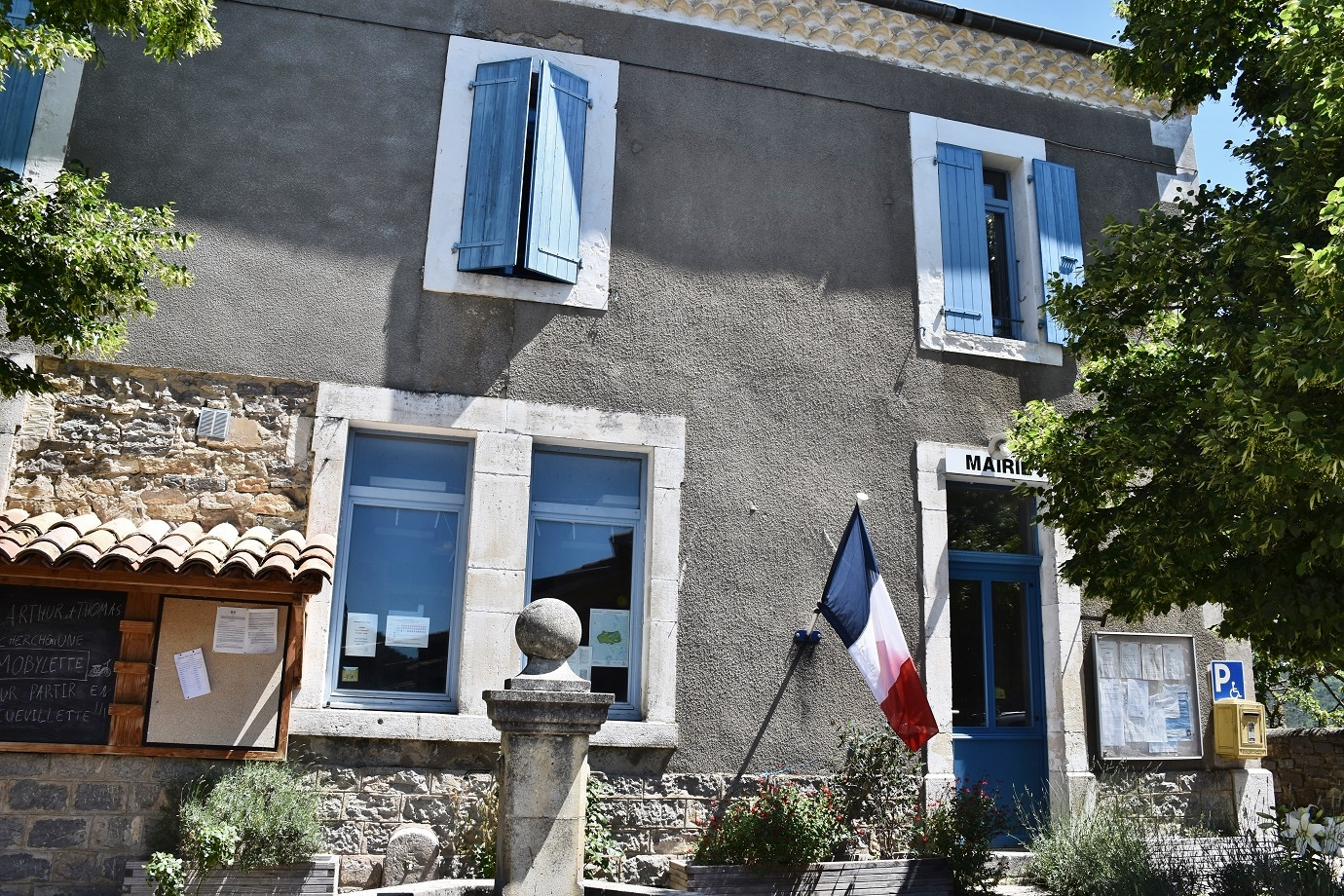
Mairie

### Liste des maires
| Période                                  | Période                        | Identité                                 | Étiquette        | Qualité       |
| ---------------------------------------- | ------------------------------ | ---------------------------------------- | ---------------- | ------------- |
| Les données manquantes sont à compléter. |                                |                                          |                  |               |
| 1871                                     |                                | ?                                        |                  |               |
| 1874                                     |                                | ?                                        |                  |               |
| 1878                                     |                                | ?                                        |                  |               |
| 1884                                     |                                | ?                                        |                  |               |
| 1888                                     |                                | ?                                        |                  |               |
| 1892                                     |                                | ?                                        |                  |               |
| 1896                                     |                                | ?                                        |                  |               |
| 1900                                     |                                | ?                                        |                  |               |
| 1904                                     |                                | ?                                        |                  |               |
| 1908                                     |                                | ?                                        |                  |               |
| 1912                                     |                                | ?                                        |                  |               |
| 1919                                     |                                | ?                                        |                  |               |
| 1925                                     |                                | ?                                        |                  |               |
| 1929                                     |                                | ?                                        |                  |               |
| 1935                                     |                                | ?                                        |                  |               |
| 1945                                     |                                | ?                                        |                  |               |
| 1947                                     |                                | ?                                        |                  |               |
| 1953                                     |                                | ?                                        |                  |               |
| 1959                                     |                                | ?                                        |                  |               |
| 1965                                     |                                | ?                                        |                  |               |
| 1971                                     |                                | ?                                        |                  |               |
| 1977                                     | Gustave Escarron               |                                          | PCF              |               |
| 1983                                     |                                | ?                                        |                  |               |
| 1989                                     |                                | ?                                        |                  |               |
| 1995                                     | 2001                           | André Barnaud                            |                  |               |
| 2001                                     | 2008                           | Hubert Fèvre                             |                  |               |
| 2008                                     | 2014                           | Jacques Guilleminot                      | (sans étiquette) | retraité      |
| 2014                                     | 2020                           | Jacques Guilleminot                      |                  | maire sortant |
| 2020                                     | En cours (au 22 décembre 2020) | Jacques Guilleminot[source insuffisante] |                  | maire sortant |

## Population et société

### Démographie
L'évolution du nombre d'habitants est connue à travers les recensements de la population effectués dans la commune depuis 1793. Pour les communes de moins de 10 000 habitants, une enquête de recensement portant sur toute la population est réalisée tous les cinq ans, les populations de référence des années intermédiaires étant quant à elles estimées par interpolation ou extrapolation. Pour la commune, le premier recensement exhaustif entrant dans le cadre du nouveau dispositif a été réalisé en 2004.

En 2022, la commune comptait 35 habitants, en évolution de +12,9 % par rapport à 2016 (Drôme : +2,64 %, France hors Mayotte : +2,11 %).
| 1793 | 1800 | 1806 | 1821 | 1831 | 1836 | 1841 | 1846 | 1851 |
| ---- | ---- | ---- | ---- | ---- | ---- | ---- | ---- | ---- |
| 100  | 80   | 94   | 91   | 104  | 100  | 99   | 98   | 96   |

| 1856 | 1861 | 1866 | 1872 | 1876 | 1881 | 1886 | 1891 | 1896 |
| ---- | ---- | ---- | ---- | ---- | ---- | ---- | ---- | ---- |
| 98   | 99   | 84   | 73   | 75   | 60   | 53   | 51   | 60   |

| 1901 | 1906 | 1911 | 1921 | 1926 | 1931 | 1936 | 1946 | 1954 |
| ---- | ---- | ---- | ---- | ---- | ---- | ---- | ---- | ---- |
| 49   | 45   | 43   | 46   | 39   | 38   | 38   | 27   | 30   |

| 1962 | 1968 | 1975 | 1982 | 1990 | 1999 | 2004 | 2006 | 2009 |
| ---- | ---- | ---- | ---- | ---- | ---- | ---- | ---- | ---- |
| 20   | 20   | 19   | 23   | 26   | 34   | 35   | 32   | 29   |

| 2014 | 2019 | 2022 | - | - | - | - | - | - |
| ---- | ---- | ---- | - | - | - | - | - | - |
| 34   | 36   | 35   | - | - | - | - | - | - |

### Enseignement
La commune relève de l'académie de Grenoble. Une partie de la mairie était autrefois une école. Les enfants sont désormais scolarisés à Sainte-Croix, à Saint-Julien-en-Quint et à Die[réf. nécessaire].

### Médias
Le territoire de la commune se situe dans l'aire de diffusion de plusieurs médias :
- Presse écrite
  - Le Dauphiné libéré, quotidien régional qui consacre, chaque jour, y compris le dimanche, dans son édition de « La vallée de la Drôme » un ou plusieurs articles à l'actualité du canton et de la commune, ainsi que des informations sur les éventuelles manifestations locales, les travaux routiers, et autres événements divers à caractère local.
  - L'Agriculture Drômoise, journal d'informations agricoles et rurales, couvre l'ensemble du département de la Drôme.
  - Drôme Hebdo (ancien Peuple Libre), hebdomadaire chrétien d'informations.
  - Journal du Diois et de la Drôme.
- Presse audio-visuelle
  - France Bleu est une radio publique diffusée sur son territoire.

### Cultes
La commune a la particularité de ne pas avoir d'église[réf. nécessaire].

## Culture locale et patrimoine

### Lieux et monuments
- Fermes fortes[1].
- Fontaine[réf. nécessaire].

Au lieu-dit Saint-Andéol : une chapelle.

### Héraldique, logotype et devise
|  | Vachères-en-Quint possède des armoiries dont l'origine et le blasonnement exact ne sont pas disponibles. |